# St. Nikolaus (Binswangen)

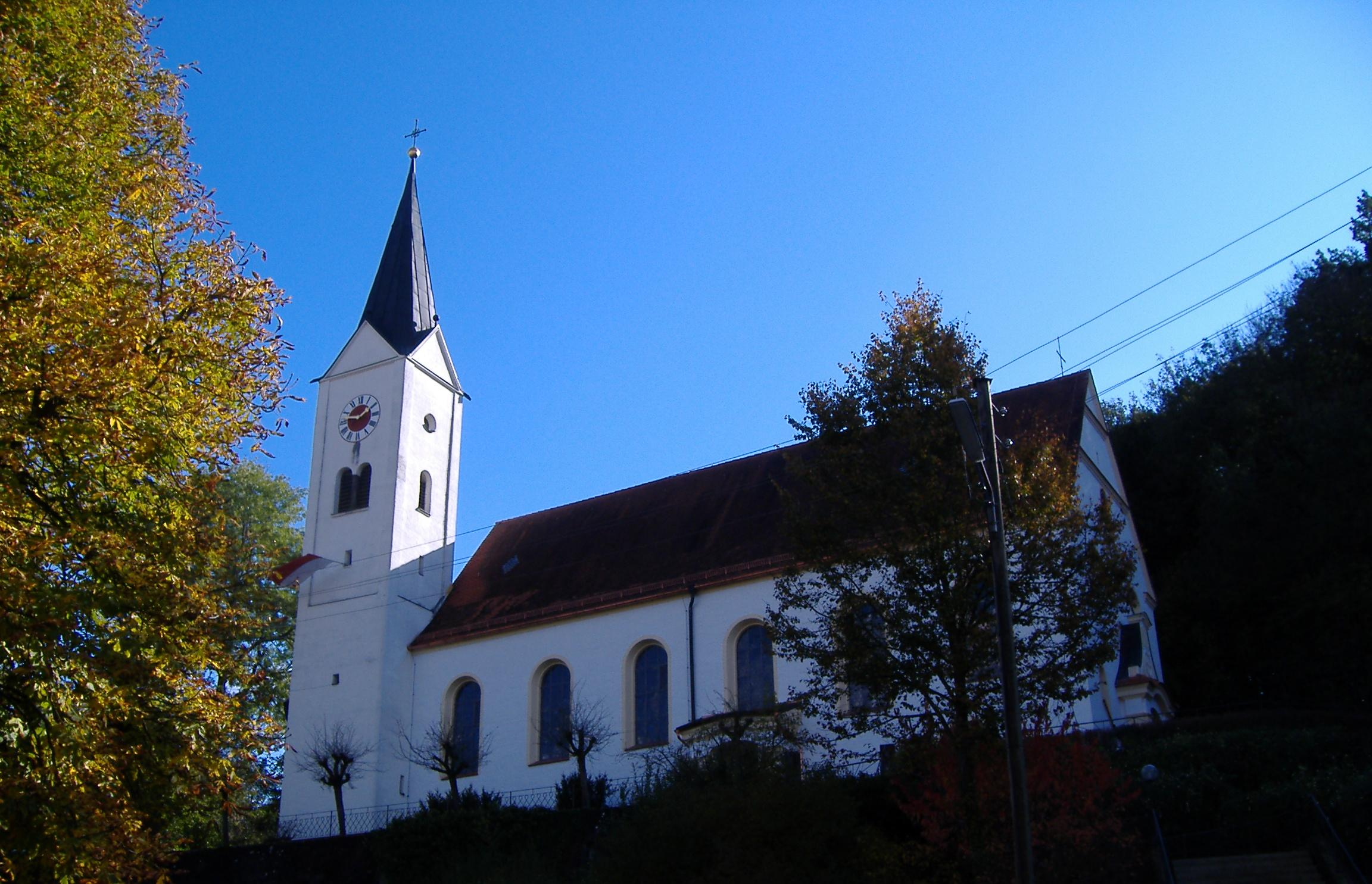
St. Nikolaus in Binswangen

Die römisch-katholische Pfarrkirche St. Nikolaus steht in Binswangen, einer Gemeinde im schwäbischen Landkreis Dillingen an der Donau in Bayern. Das Bauwerk ist in der Liste der Baudenkmäler in Binswangen als Baudenkmal unter der Nr. D-7-73-116-1 eingetragen. Die Pfarrei gehört zum Dekanat Dillingen des Bistums Augsburg.

## Beschreibung
Die im Kern spätgotische Saalkirche wurde 1739/40 nach einem Entwurf von Johann Benedikt Ettl durchgreifend umgebaut. Sie besteht aus einem Langhaus, das 1905 erneut nach Westen verlängert wurde, einem eingezogenen, dreiseitig geschlossenen Chor im Osten, einem Chorflankenturm an der Nordwand und der Sakristei an der Südwand des Chors. Die oberen Geschosse des Chorflankenturms beherbergen die Turmuhr und den Glockenstuhl. Zwischen den Dreiecksgiebeln erhebt sich ein spitzer Helm. 
Der Innenraum des Langhauses ist mit einem Stichkappengewölbe überspannt. Der 1739/40 angebrachte Stuck stammt von Balthasar Suiter. Zur Kirchenausstattung gehört ein Hochaltar von 1730, der von Statuen des Ulrich von Augsburg und der Afra von Augsburg flankiert wird, die ursprünglich in der Kirche des Klosters Fultenbach standen. Die Orgel wurde 1996 von der Orgelbau Sandtner gebaut.